# EKW C-36
EKW C-36 – szwajcarski, wielozadaniowy samolot bojowy z przełomu lat 30. i 40. XX wieku, zbudowany przez Eidgenössische Konstruktionswerkstätte (EKW). Był to jednosilnikowy jednopłat z załogą składającą się z dwóch osób. Wszedł do służby w 1942 roku i pomimo przestarzałej konstrukcji pozostał na wyposażeniu jednostek bojowych do początku lat 50., a jako holownik celów ćwiczebnych aż do 1988 roku.

## Rozwój i projekt
W 1935 roku Szwajcarskie Siły Powietrzne opracowały wymogi dotyczące następcy dwupłatowców Fokker C.V-E, które były używane jako samoloty rozpoznawcze, myśliwce eskortowe i samoloty patrolowe. Aby sprostać tak szerokiemu spektrum wymagań, Eidgenössische Konstruktionswerkstätte zaproponowały dwa projekty: zmodernizowany C.V, czyli EKW C-35 oraz całkowicie nowy jednopłat, C-36.
W 1936 roku złożono zamówienia na 80 samolotów C-35, ale początkowo nie podjęto decyzji o zamówieniu C-36, preferując zakup zagranicznych samolotów dwusilnikowych, m.in. podejmowano próby zakupu Messerschmittów Bf 110 z Niemiec lub maszyn Potez 63 z Francji. Próby te jednak się nie powiodły i w 1938 roku EKW wyraziło zgodę na ukończenie szczegółowego projektu C-36 oraz zbudowanie prototypu.
Pierwszy prototyp, C-3601, odbył swój dziewiczy lot 15 maja 1939 roku. Był to dolnopłat o konstrukcji całkowicie metalowej. Napędzał go pojedynczy silnik Hispano-Suiza 12Y zbudowany na licencji, napędzający trójłopatowe śmigło o zmiennym skoku. Załoga składająca się z dwóch osób siedziała w tandemie pod długą, ciągłą osłoną. Samolot miał podwójny statecznik i stałe podwozie z kółkiem ogonowym.
C-3601 rozbił się 20 sierpnia 1939 roku z powodu trzepotania skrzydeł, ale drugi prototyp, C-3602, który miał mocniejszy silnik i śmigło o stałej prędkości, wzbił się w powietrze 30 listopada tego samego roku. Testy zakończyły się sukcesem, a w 1940 roku złożono zamówienia na początkową partię 10 C-3603 z chowanym podwoziem.

## Historia eksploatacji
Samoloty C-3603, wraz z EKW D-3801, odpierały ataki samolotów naruszających ich przestrzeń powietrzną, aby bronić szwajcarskiej neutralności, ale wkrótce zostały zdegradowane do zadań szkoleniowych i holowania celów. Ostatnia wersja rodziny samolotów C-36, napędzana silnikiem turbośmigłowym C-3605, miała swój debiut w 1968 roku i pozostawała w służbie Szwajcarskich Sił Powietrznych do 1988 roku. Dzięki czarno-żółtemu pasiastemu malowaniu C-3605 nazywano „latającym przejściem dla pieszych”.

## Warianty

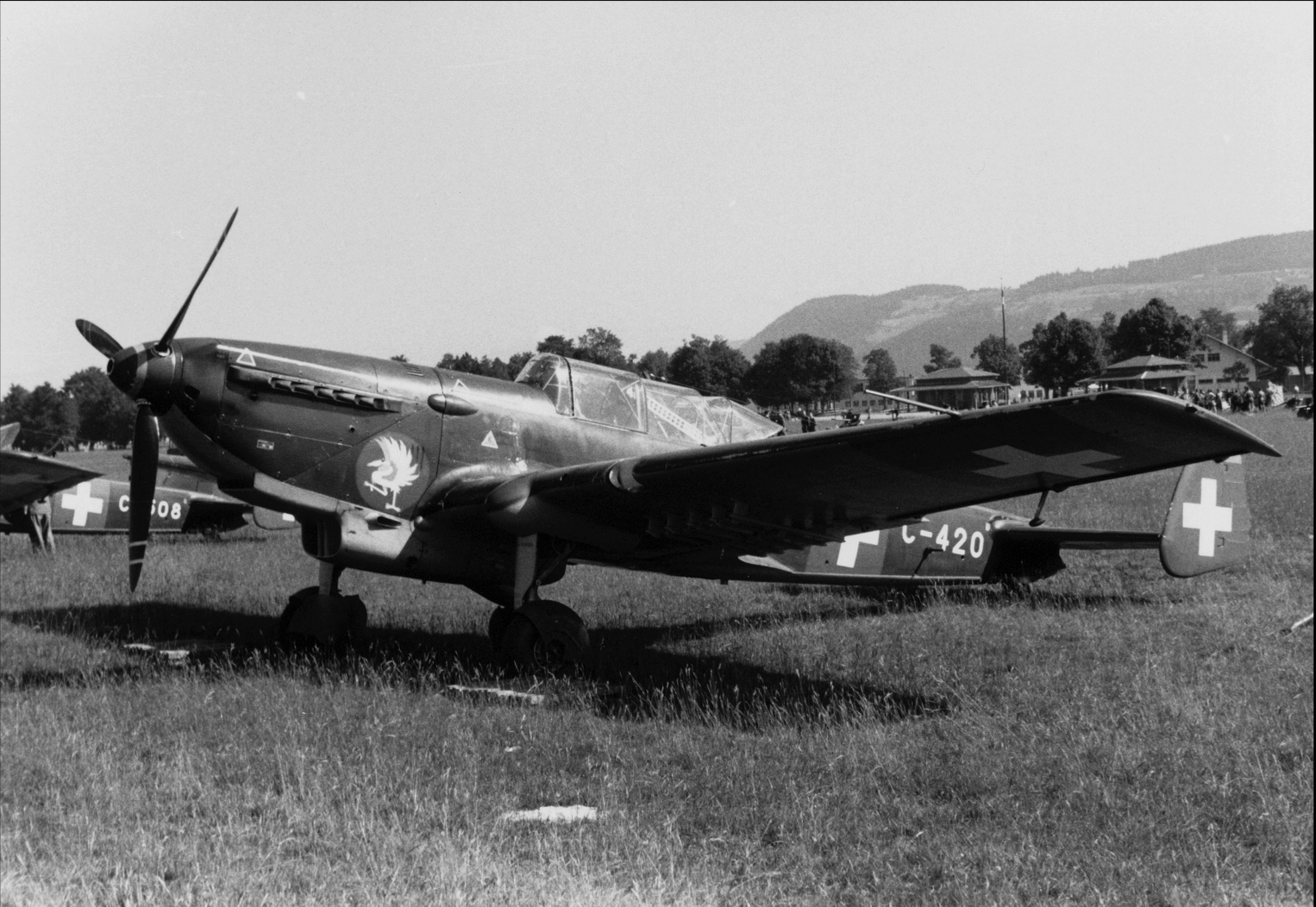
C-3603 ok. 1942 roku

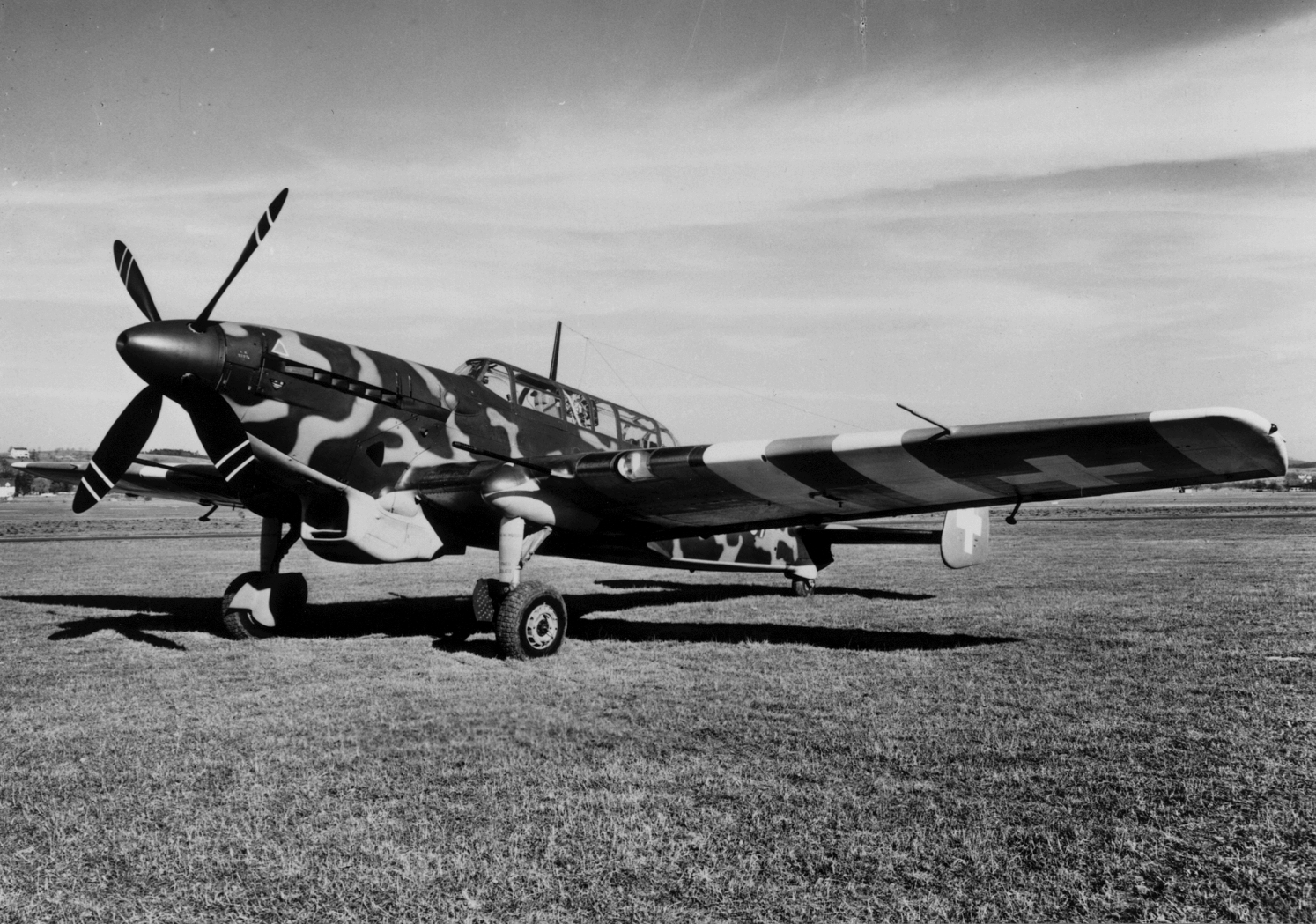
C-3604 w 1950 roku

C-3601
Pierwszy prototyp ze stałym podwoziem i silnikiem Hispano-Suiza 12YCrs o mocy 641 kW (860 KM).
C-3602
Drugi prototyp napędzany silnikiem Hispano-Suiza 12 Y-51 o mocy 746 kW (1000 KM).
C-3603
Wersja produkcyjna z wysuwanym podwoziem, napędzana silnikiem Hispano-Suiza 12 Y-51. Uzbrojona w jedno działko Oerlikon moteur-canon kal. 20 mm strzelające przez piastę śmigła, dwa karabiny maszynowe kal. 7,5 mm w skrzydłach i dwa karabiny maszynowe w tylnej część kokpitu.
C-3603-0
Samoloty testowe z rozpiętością skrzydeł 15,10 m. Wyprodukowano 10 egzemplarzy, z czego 9 przebudowano później do wersji C-3603-1.
C-3603-1
Główna wersja produkcyjna z rozpiętością skrzydeł 13,74 m. Do 1944 roku wyprodukowano 142 egzemplarze, a w latach 1947–1948 złożono kolejne 6 egzemplarzy z części zamiennych. 20 sztuk zostało przerobionych na holowniki celów ćwiczebnych (Schlepp) po 1946 roku przez firmę Farner Werke, a 40 (wliczając w to zachowane oryginalne przeróbki) na ulepszone wersje przez firmy FFA i Farner w latach 1953–1954.
C-3603-1 Tr
Zaawansowana wersja szkoleniowa. Zbudowano dwa egzemplarze.
C-3604
Mocniejsza i ciężej uzbrojona wersja C-3603, napędzana silnikiem Saurer YS-2 o mocy 929 kW (1245 KM) (mocniejszy szwajcarski rozwój Hispano-Suiza 12Y-51) i przenosząca dodatkowe dwa działka 20 mm w skrzydłach. Zbudowano jeden prototyp i dwanaście samolotów produkcyjnych.
C-3605
Wersja turbośmigłowa z silnikiem Lycoming T53 (24 przerobione z C-3603-1). Był znacznie większy i mocniejszy niż C-3601, osiągając maksymalną prędkość 560 km/h.

## Zobacz także
Ciąg oznaczeń:
F+W C-3605
Podobny samolot:
Iljuszyn Ił-2